# الودی یونگ
اِلودی یونگ (به انگلیسی: Élodie Yung) (زادهٔ ۲۲ فوریه ۱۹۸۱) بازیگر فرانسوی است که بیشتر برای بازی در نقش جینکس در فیلم جی. آی. جو: تلافی (۲۰۱۳)، حاثور در خدایان مصر (۲۰۱۶) و الکترا در مجموعه‌های تلویزیونی دردویل (۲۰۱۶) و مدافعان (۲۰۱۷) شناخته می‌شود.

## فیلم‌شناسی

### سینما
- دختری با خالکوبی اژدها (۲۰۱۱)
- جی. آی. جو: تلافی (۲۰۱۳)
- ۱۰ چیز درباره تو که ازشان متنفرم (۲۰۱۴)
- خدایان مصر (۲۰۱۶)
- محافظ یک آدم‌کش (۲۰۱۷)
- انجمن مخفی دوم‌زادگان سلطنتی (۲۰۲۰)

### تلویزیون
- از پادشاهان و پیامبران (۲۰۱۶)
- دردویل (۲۰۱۶)
- مدافعان (۲۰۱۷)
- عشق، مرگ و ربات‌ها (۲۰۲۱)

### بازی ویدئویی
- کال اف دیوتی: جنگ جهانی دوم (۲۰۱۷)